# Орден Золотого Лева Нассау
Орден Золотого Лева Нассау (нід. Huisorde van de Gouden Leeuw van Nassau, фр. Ordre du Lion d'Or de la Maison de Nassau) — династичний орден, заснований як спільний орден двох правлячих ліній династії Нассау: Вальрамської лінії (старшої) у Великому герцогстві Люксембург та Оттонівської лінії (молодшої) у Королівстві Нідерландів. Орден є символом єдності та солідарності цих двох ліній Нассау.

## Історія заснування
Орден був заснований 31 березня 1858 року королем Нідерландів та Великим герцогом Люксембурзьким Віллемом III. Суверенітет ордена мав бути поділений між обома гілками династії Нассау згідно з угодою між Вільгельмом III та Адольфом І, герцогом Нассау.
Спочатку орден мав лише один ступінь — лицарський, та пізніше у 1873 році був розширений Вільямом III, який прагнув надати орденові характеру загальної відзнаки за заслуги, до чотирьох ступенів: 
- Великий Хрест;
- Великий Офіцер;
- Офіцер;
- Лицар.

Пізніше в 1882 році між ступенями Великий Офіцер та Офіцер був введений ступінь Командор.
Жодна зі змін, внесених Вільгельмом III, не була підтверджена Адольфом І, який відмовився присуджувати будь-які нові ступені. Коли Віллем III помер у 1890 році, не залишивши спадкоємця чоловічої статі, Велике Герцогство Люксембург перейшло до Адольфа І, як було зафіксовано у сімейній угоді Нассау. Орден зник на певний час із списку нідерландської системи династичних нагород.
Новий Великий герцог Люксембурзький 1892 року скасував усі ступені, які в односторонньому порядку встановив Віллем III, залишивши лише початковий лицарський ступінь.
У 1905 році Адольф І домовився з королевою Нідерландів Вільгельміною знову розділити суверенітет ордена між обома правлячими лініями династії Нассау.

## Статут ордена

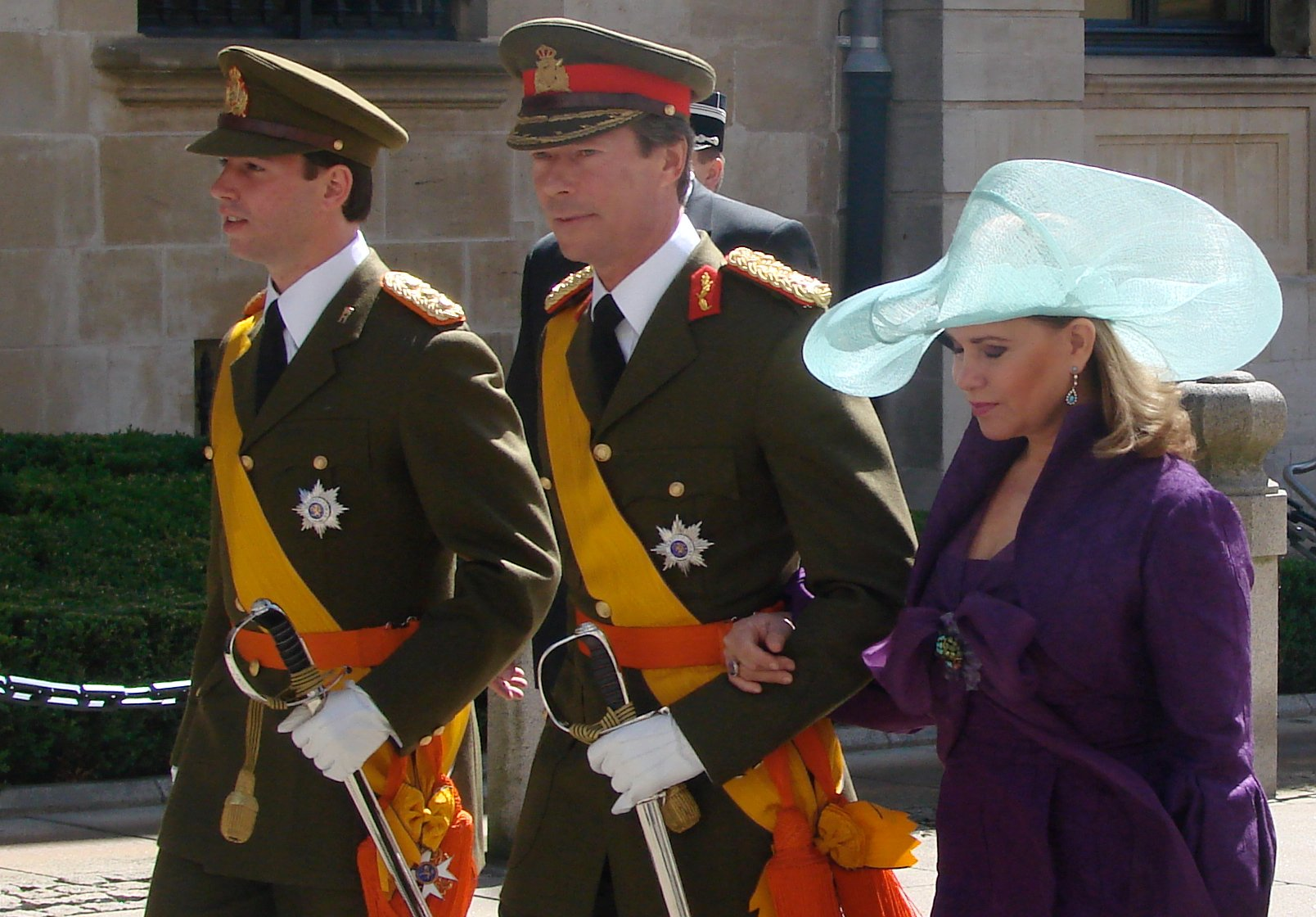
Гійом (наслідний Великий герцог Люксембургу) і Великий герцог Люксембургу Анрі обидва з орденами Золотого Лева Нассау в супроводі Великої герцогині Люксембурга Марії Терези

З боку старшої лінії Вальрама цей орден є найвищим національним орденом Люксембургу і вручається Великим Герцогом Люксембургу. Ним можуть бути нагороджені суверени, принци суверенних домів і глави держав за заслуги перед Люксембургом і Великим Герцогом.
З боку молодшої лінії Оттона цей орден є династичним орденом нідерландського Королівського дому і вручається як особистий подарунок королем Нідерландів за особливі заслуги перед Королівським домом.
Принци, які є синами або братами голів двох ліній династії Нассау, є лицарями ордена з моменту народження і можуть носити його на мундирі чи фраку починаючи з 18 років. У 1984 році королева Беатрікс і великий герцог Жан уклали угоду, згідно з якою принцеси (дочки голів двох ліній) можуть стати лицарями ордена після досягнення повноліття (18 років).

## Атрибути ордена
Атрибутами ордена Золотого Лева Нассау є знак ордена на черезплечній стрічці та нагрудна зірка.
Лицарі носять знак ордена на стрічці через праве плече, а нагрудну зірку ордена — на грудях зліва.
- Знаком ордена є золотий Мальтійський хрест. Між плечими хреста, покритими білою емаллю, розміщені чотири золоті стилізовані монограми літери «N», які символізують „Nassau“. На лицьовій стороні знака центральний диск із синьою емаллю містить зображення Золотого лева дому Нассау. З боку реверса центральний диск також покритий синьою емаллю із золотим девізом Je maintiendrai («Я буду підтримувати»).
- Нагрудна зірка — 8-кутна зірка з прямими срібними променями; на аверсі зірки ідентичне до знака зображення Золотого лева, обрамлене девізом Je maintiendrai золотими літерами на білій емалі.
- Стрічка-перев'яз ордена завширшки 10 см — муарова жовто-помаранчевого кольору з тонкою синьою облямівкою.
- Стрічка планки ордена — жовто-помаранчева муарова з тонкими синіми смужками на краях.

## Особи, відзначені Орденом Золотого Лева Нассау

### Великий Хрест
Фрідріх Франц II (великий герцог Мекленбург-Шверінський), Вальтер Фрер-Орбан

### Лицарі
- Акіхіто
- Альберт I (король Бельгії)
- Альберт II (король Бельгії)
- Альберт (король Саксонії)
- Альбрехт Австрійський, герцог Тешенський
- Александр І Баттенберг
- Александр Гессен-Дармштадтський
- Пуміпон Адульядет (Рама ІХ)
- Александра Люксембурзька
- Арнульф Баварський
- Август Шведський
- Бодуен I
- Бернард Ліппе-Бестерфельдський
- Бірендра
- Карл XVI Густав
- Кароль I
- Анібал Каваку Сілва
- Карл XV
- Принц Карл Люксембурзький
- Шарлотта (велика герцогиня Люксембургу)
- Кристіан IX
- Костянтин Нідерландський
- Костянтин II (король Греції)
- Едуард VII
- Єлизавета Баварська (королева Бельгії)
- Єлизавета II
- Ернст I (герцог Саксен-Альтенбургу)
- Фелікс Люксембурзький
- Гайнц Фішер
- Франц Йосиф I
- Фредерік VIII (король Данії)
- Фрідріх III (німецький імператор)
- Фрідріх-Вільгельм IV
- Йоган Фрізо Орансько-Нассауський
- Георг (король Саксонії)
- Гійом (наслідний Великий герцог Люксембургу)
- Абдулла Гюль
- Тар'я Галонен
- Гаральд V
- Еміль Лубе
- Жан Люксембурзький
- Жан (великий герцог Люксембургу)
- Жозефіна-Шарлотта Бельгійська
- Юліана (королева Нідерландів)
- Леопольд III (король Бельгії)
- Марія Тереза (велика герцогиня Люксембургу)
- Марія Анна Португальська
- Максима (королева Нідерландів)
- Маргрете II
- Марселу Ребелу де Соза
- Імператриця Мітіко
- Наполеон III Бонапарт
- Олаф V
- Оскар I
- Оскар II
- Отто фон Габсбург
- Паола Руффо ді Калабріа
- Філіп I
- Філіпп Бельгійський
- Петер Койманс
- Райнер Фердинанд, ерцгерцог Австрійський
- Реньє III
- Ян Якоб Рохуссен
- Рудольф (кронпринц Австрії)
- Вальтер Шеєль
- Сільвія (королева Швеції)
- Соня (королева Норвегії)
- Константінос Стефанопулос
- Макс ван дер Стул
- Йосип Броз Тіто
- Вільгельміна (королева Нідерландів)
- Вільгельм I (німецький імператор)
- Вільгельм II (король Вюртембергу)
- Вільгельм IV (великий герцог Люксембургу)
- Ахмет Зогу